# استودیو عکاسی نیمه‌شب
استودیو عکاسی نیمه‌شب (به کره‌ای: 야한 사진관؛ انگلیسی: The Midnight Studio) یک مجموعه تلویزیونی محصول کره جنوبی با بازی جو وون، کوان نارا، یو این سو و اوم مون سوک است. این مجموعه از ۱۱ مارس تا ۶ مه ۲۰۲۴، روزهای دوشنبه و سه‌شنبه ساعت ۲۲:۰۰ (کی‌اس‌تی) از ئی‌ان‌ای پخش شد.

## خلاصه داستان
این مجموعه داستان عکاس صاحب یک آتلیه عکاسی که تنها برای متوفیان است و یک وکیل پرشور را روایت می‌کند.

## بازیگران

### اصلی
- جو وون در نقش سو کی جو: یک عکاس و هفتمین مالک یک آتلیه عکاسی.[۲]
- کوان نارا در نقش هان بوم: وکیلی که نمی‌تواند بی‌عدالتی را تحمل کند.[۱]
- یو این سو در نقش گو: نماینده فروش مشتریان آتلیه عکاسی.[۱]
- اوم مون سوک در نقش بک نام گو: یک کارآگاه قتل سابق که مسئول انجام کارهای گوناگون در آتلیه عکاسی است.[۳]